# Melanie Martinez
Melanie Adele Martinez (ur. 28 kwietnia 1995 w Nowym Jorku) – amerykańska piosenkarka, autorka tekstów, reżyserka teledysków oraz fotografka. Sławę przyniósł jej udział w trzeciej edycji amerykańskiej edycji programu The Voice w 2012, gdzie jako pierwszą piosenkę wykonała Toxic Britney Spears.

## Kariera muzyczna
W 2014, nakładem wytwórni Atlantic Records, wydała swoją pierwszą solową EP-kę zatytułowana „Dollhouse”. Rok później, nakładem tej samej wytwórni, wydała swój pierwszy album długogrający zatytułowany „Cry Baby”. 17 lutego 2017 wypuściła swoje perfumy „Crybaby Perfume Milk”.
Jej piosenka "Carousel" została wykorzystana w American Horror Story: Freak Show a piosenka "Play Date", wraz z piosenką "Soap", stały się popularne w serwisie TikTok. To również przyniosło jej sławę.
W 2019 roku piosenkarka udostępniła cztery zwiastuny jej filmu, który sama napisała. Ostatni zwiastun, który zawiera też fragment utworu z drugiego albumu studyjnego artystki, wyszedł w czasie MTV Video Music Awards 2019. Film i album pt. K-12 miały premierę 6 września 2019 roku. Album jak i film zostały wydane przez wytwórnię Atlantic Records. Film miał premierę 5 września w kinach na całym świecie, natomiast 6 września został opublikowany na oficjalnym kanale Melanie. Piosenkarka była bardzo dumna ze swojego "dziecka", jak powiedziała w wywiadzie: "cieszę się, że wychodzi na świat". Obraz jest ściśle związany z piosenkami oraz całym albumem. Nazwa K-12 ma symbolizować system szkolnictwa w Ameryce. Film kosztował między 5 a 6 milionów dolarów, ale opublikowano go za darmo na platformie YouTube. 
Artystka odwiedziła Polskę 31 stycznia 2020 roku podczas K-12 Tour, 22 listopada 2023 roku podczas PORTALS Tour oraz 15 października 2024 roku podczas Trilogy Tour.
Według strony Celebrity Net Worth majątek Martinez wynosi 8 milionów dolarów.
Na profilach społecznościowych artystka ma ok. 12,8 milionów obserwacji na Instagramie, ok. 8,8 miliona obserwacji na TikToku, ok. 15,3 milionów subskrypcji na YouTube i 21 milionów słuchaczy na Spotify.

## Kontrowersje
4 grudnia 2017 roku Timothy Heller, była przyjaciółka Martinez, oskarżyła ją na Twitterze, że została przez nią zgwałcona. W odpowiedzi na tą sytuację część z jej fanów umieściło na portalach społecznościowych filmy, na których wyrzucają lub palą przedmioty z jej sklepu, albumy i plakaty. Martinez stanowczo odpierała te zarzuty, pisząc następnego dnia m.in. "Nigdy nie odmówiła temu, co zdecydowałyśmy się robić razem" (oryg. "She never said no to what we chose to do together").
W lipcu 2024 roku, Heller ponowiła swoje oskarżenia.

## Dyskografia[12]

### Albumy studyjne
- Cry Baby (2015)
- Cry Baby (Deluxe Edition) (2015)
- K-12 (2019)
- K-12 (After-School - Deluxe Edition) (2020)
- PORTALS (2023)[13]
- PORTALS (Deluxe) (2023)

### Minialbumy
- Dollhouse (2014)
- Pity Party (2016)
- Cry Baby Extra Clutter (2016)
- After School (2020)

## Wideografia
| Tytuł                             | Rok  | Reżyser                     | Uwagi  |
| --------------------------------- | ---- | --------------------------- | ------ |
| Dollhouse                         | 2014 | Nathan Scialom Tom McNamara | [ 14 ] |
| Carousel                          | 2014 | Adam Donald                 | [ 15 ] |
| Pity Party                        | 2015 | Melanie Martinez            | [ 16 ] |
| Soap (teledysk promocyjny)        | 2015 | Melanie Martinez            | [ 17 ] |
| Sippy Cup                         | 2015 | Melanie Martinez            | [ 18 ] |
| Soap / Training Wheels            | 2015 | Melanie Martinez            | [ 19 ] |
| Cry Baby                          | 2016 | Melanie Martinez            | [ 20 ] |
| Alphabet Boy                      | 2016 | Melanie Martinez            | [ 21 ] |
| Tag, You're It / Milk and Cookies | 2016 | Melanie Martinez            | [ 22 ] |
| Pacify Her                        | 2016 | Melanie Martinez            | [ 23 ] |
| Mrs. Potato Head                  | 2016 | Melanie Martinez            | [ 24 ] |
| Mad Hatter                        | 2017 | Melanie Martinez            | [ 25 ] |
| Show & Tell                       | 2019 | Melanie Martinez            |        |
| Wheels On The Bus                 | 2019 | Melanie Martinez            |        |
| Class Fight                       | 2019 | Melanie Martinez            |        |
| The Principal                     | 2019 | Melanie Martinez            |        |
| Nurse's Office                    | 2019 | Melanie Martinez            |        |
| Drama Club                        | 2019 | Melanie Martinez            |        |
| Strawberry Shortcake              | 2019 | Melanie Martinez            |        |
| Lunchbox Friends                  | 2020 | Melanie Martinez            |        |
| Orange Juice                      | 2020 | Melanie Martinez            |        |
| Detention                         | 2020 | Melanie Martinez            |        |
| Teacher's Pet                     | 2020 | Melanie Martinez            |        |
| High School Sweethearts           | 2020 | Melanie Martinez            |        |
| Recess                            | 2020 | Melanie Martinez            |        |
| Play Date                         | 2020 | Melanie Martinez            |        |
| The Bakery                        | 2020 | Melanie Martinez            | [ 26 ] |
| DEATH                             | 2023 | Melanie Martinez            |        |
| VOID                              | 2023 | Melanie Martinez            |        |
| EVIL                              | 2023 | Melanie Martinez            |        |
| TUNNEL VISION                     | 2023 | Melanie Martinez            |        |
| FAERIE SOIRÉE                     | 2024 | Melanie Martinez            |        |
| LEECHES                           | 2025 |                             |        |